# Concepción, Paraguay
Concepción este un oraș din departamentul Concepción, Paraguay.